# Franz von Zülow

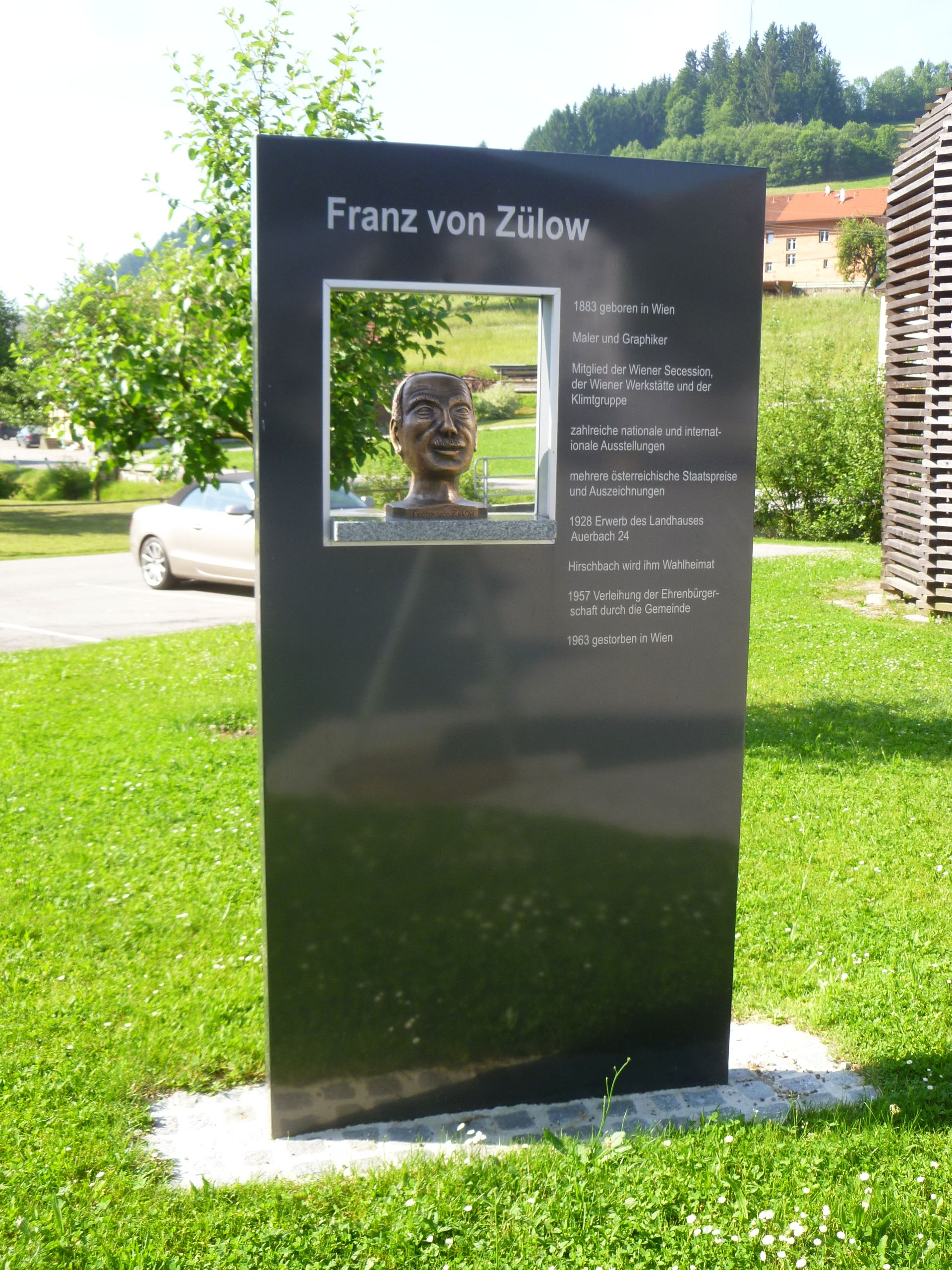
Franz von Zülow-Denkmal in Hirschbach (neben dem Bauernmöbelmuseum)

Franz Josef Rudolf von Zülow (* 15. März 1883 in Wien; † 26. Februar 1963 ebenda) war ein österreichischer Maler, Grafiker und Keramik-Künstler.

## Herkunft und Familie
Das mecklenburgische Uradelsgeschlecht von Zülow lässt sich bis zur ersten Erwähnung im Jahre 1282 zurückverfolgen. Franz von Zülows Eltern waren der K.K. Postoffizial Franz Ernst Emil von Zülow (* 23. Juli 1853 in Karlsbad; † 1. Juli 1894 in Wien) und Marie Schwarz (* 1854) aus Haugsdorf.
Am 14. Jänner 1922 heiratete er in Mödling bei Wien Thusnelda Opitz (* 14. Oktober 1892; † 7. April 1984), mit der er einen Sohn hatte:
- Franz-Joachim (* 28. Oktober 1924; † 1. Mai 1998) ⚭ 1957 Waltraud Maria Brauer (* 12. März 1935)

Franz von Zülow hatte zwei Geschwister, Amanda (1879–1965) und die Keramikerin Marie (* 30. Mai 1887 Wien; † 8. April 1981 Hollabrunn).

## Leben

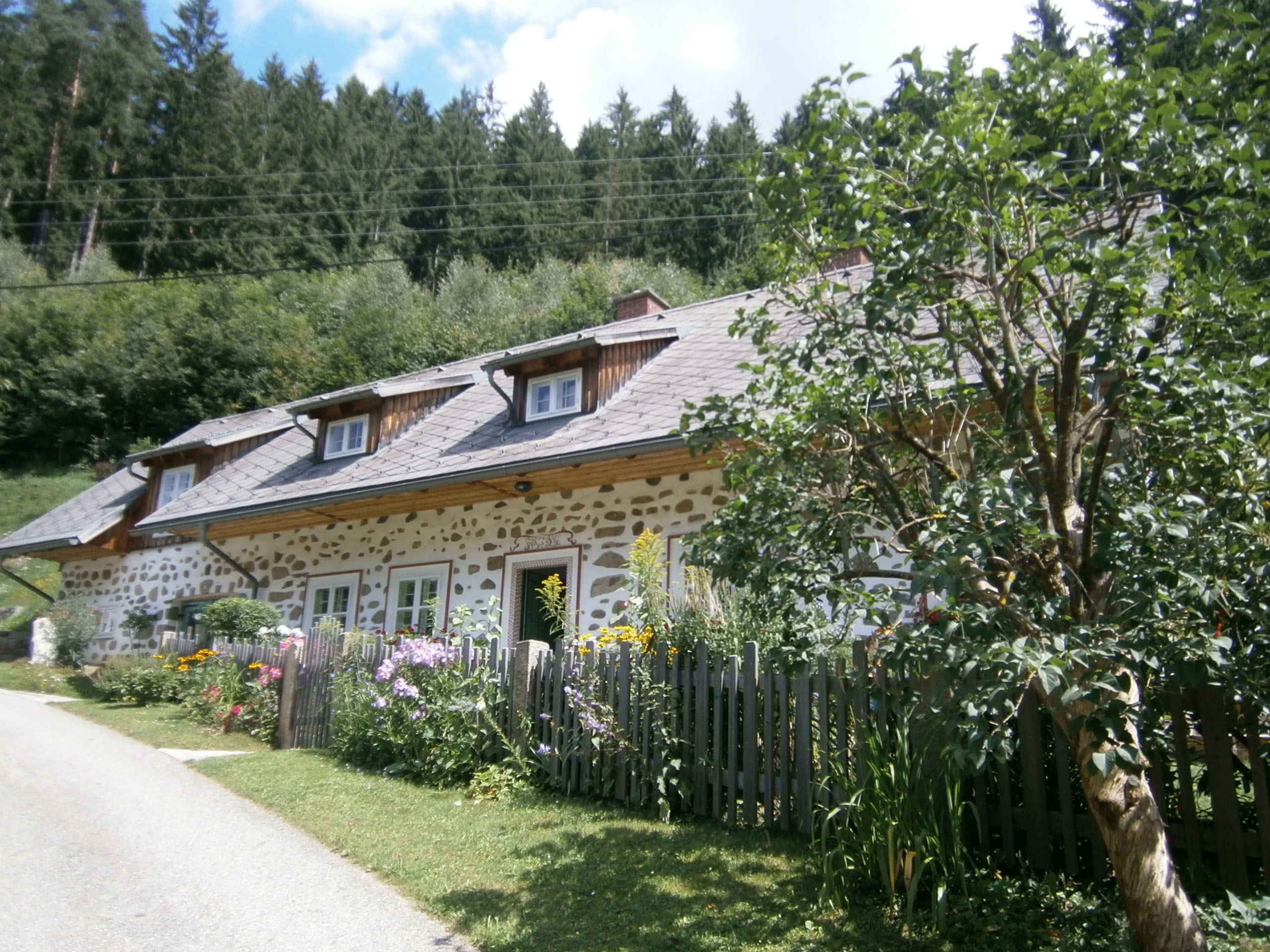
Das ehemalige Wohnhaus Zülows in Hirschbach i. M.

Nach dem frühen Tod von Franz von Zülows Vater in Wien zog seine Mutter mit den Kindern nach Znaim und bald darauf nach Haugsdorf zu ihrer Familie. Franz von Zülow besuchte 1901 und 1902 die Allgemeine Zeichenschule und die Graphischen Lehr- und Versuchsanstalt in Wien und war kurzzeitig Hospitant an der Akademie der bildenden Künste bei Christian Griepenkerl. Anschließend besuchte er bis 1906 die Kunstgewerbeschule und studierte bei Felician Myrbach und Carl Otto Czeschka. 1908 wurde er Mitglied der Wiener Secession und beteiligte sich an der Kunstschau Wien 1908. 1912 ermöglichte ihm ein von Fürst Johann II. (Liechtenstein) gewährtes Stipendium eine ausgedehnte Studienreise durch Westeuropa. Ab 1915 leistete er Militärdienst und geriet 1918 in italienische Kriegsgefangenschaft.
Auf Einladung des Keramikers Franz Schleiß wirkte Zülow vom 2. Jänner 1920 bis Ende 1922 als Lehrer an der Keramischen Lehrwerkstätte Schleiß in Gmunden und blieb bis 1961 künstlerischer Berater. Er sollte dort mitwirken, „eine Gmundner keramische Volkskunst zur Entwicklung zu bringen.“ 1922 heiratete Zülow Thusnelda Opitz (1892–1984) und erwarb ein Haus in Hirschbach im Mühlkreis. Ab 1922 lebte er abwechselnd in Wien sowie in Hirschbach und unternahm Reisen nach Deutschland, Frankreich, England, Holland, Italien und Tunesien. 1925 wurde sein Sohn Franz Joachim geboren; er wurde Architekt und Maler. Zülow gehörte in der Zwischenkriegszeit der Zinkenbacher Malerkolonie an. 1933 erhielt er den Österreichischen Staatspreis. 1939 malte er den Eisernen Vorhang des Akademietheater (Wien). In den Jahren um 1940 wohnte er am Bauernhof Sternberg in Scharnstein. Dort bemalte er Wände, Türen und Decken mit verschiedenen Motiven. In der Zeit des Nationalsozialismus erhielt er viele Aufträge aus dem Kulturamt der Stadt Wien; im Jahr 2021 wurde ein Brief bekannt, in dem er die Behörden bittet, seine jüdische Nachbarin zu enteignen und ihm ihre Wohnung als Atelier zu überlassen. 1948 begann er eine Lehrtätigkeit an der Kunstgewerbeschule Linz. 1955 wurde er Ehrenmitglied und Präsident der Mühlviertler Künstlergilde (seit 2001 Zülow Gruppe) und 1958 Ehrenmitglied der Wiener Secession. Franz von Zülow wurde am Neustifter Friedhof bestattet.
1968 wurde die Zülowgasse in Wien-Favoriten nach ihm benannt.

## Schaffen

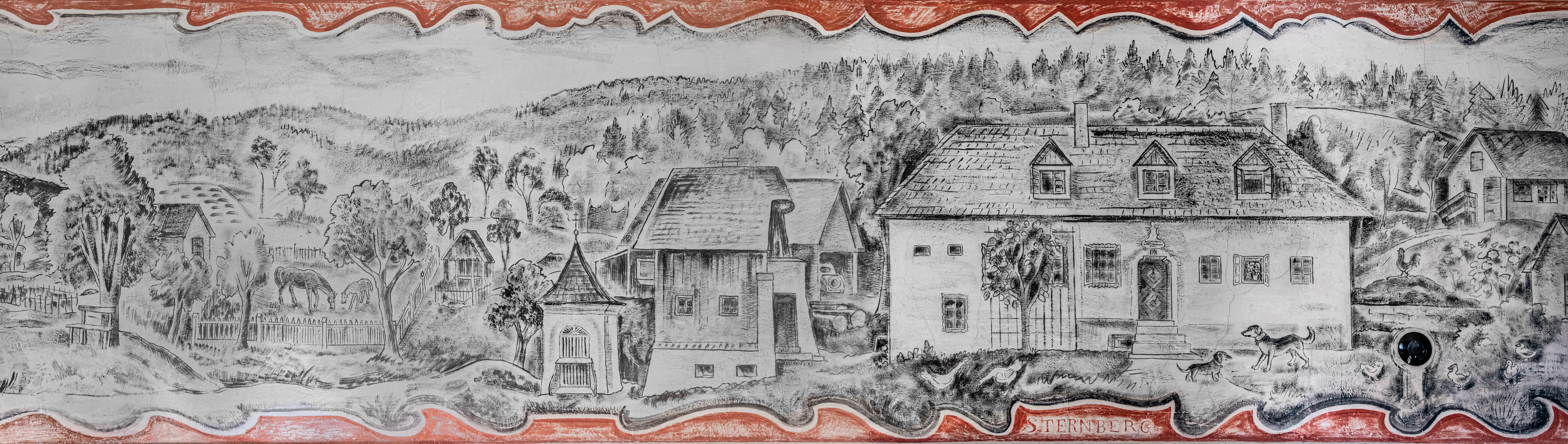
Wandmalerei in einer Stube des Bauernhofes Sternberg, Scharnstein

1905 beteiligte sich Franz von Zülow an der Eröffnungsausstellung (Gesamtschau der Wiener Werkstätte) der von Josef Hoffmann gestalteten Zweigstelle der Galerie Miethke in Wien mit bemalten Möbeln. 1907 ließ er ein von ihm entwickeltes Druckverfahren, das Papierschnittschablonendruckverfahren patentieren. An der von Gustav Klimt und Josef Hoffmann organisierte Kunstschau Wien 1908 zeigte er in den Räumen 21 und 33 mehrere dieser Druckgrafiken und tapezierte damit zwei Wände. Josef Hoffmann beauftragte Zülow mit Entwürfen für die Tapeten eines Kinderzimmers des Palais Stoclet. Diese wurden jedoch nicht ausgeführt. Zwischen Dezember 1909 und Frühsommer 1915 gab Zülow, unter Mitarbeit seiner Mutter Marie und seiner Schwester, die sog. „Monatshefte“ heraus. In den beiden ersten Jahren wurde jedes einzelne Heft gezeichnet; die ab Jänner 1912 erschienen Monatshefte wurden gedruckt, d. h. in Papierschnitten ausgeführt und als Papierschnittdrucke vervielfältigt. Franz von Zülows künstlerische Vielseitigkeit reflektiert den Lehrplan der Wiener Kunstgewerbeschule. Ein Beispiel für seine bereits sehr früh einsetzende facettenreiche Tätigkeit, zeigt die Beteiligung an einer Ausstellung in Znaim 1909, in der Zülow Papierfiguren, eine Emailplakette, Kinderbilder und dekorative Landschaften vorstellte. Zülow betätigte sich auf nahezu allen Gebieten der angewandten Kunst und schuf Bilderbücher, Kalenderblätter, Graphikzyklen, aber auch Wandmalereien und -teppiche, lieferte Entwürfe für Keramik (s. o.) und Porzellan (Augarten), entwarf Tapeten (u. a. für die Wiener Werkstätte 1911) und Stoffmuster, dekorierte Hausrat und bemalte Möbel und Einrichtungsgegenstände. 

### Technik
Das Hauptgewicht seines Schaffens liegt auf der Druckgrafik, deren technische Möglichkeiten er experimentell erweiterte. Bei dem von ihm erfundenen Papierschnittdruck wird das Motiv aus einem Blatt Papier ausgeschnitten, die dadurch entstehende Schablone sodann eingefärbt und seitenverkehrt abgedruckt. Zum Unterschied von der herkömmlichen Schablonentechnik wird die Darstellung also nicht von den ausgeschnittenen Negativformen bestimmt, sondern von den verbleibenden Stegen. Diese bilden ein Netz schwarzer Umrisslinien; die freien Flächen dazwischen werden kräftig koloriert.

### Themen
Zu dieser vom Jugendstil herrührenden, dekorativen Flächenkunst traten Einflüsse der Volkskunst, sodass man bei Zülow von einer naiv vereinfachten Ornamentik auf hohem künstlerischem Niveau sprechen kann. Auch thematisch bevorzugte Zülow anspruchslose Sujets: Landschaften, das bäuerliche Leben, religiöse Motive, märchenhafte und phantastisch-exotische Szenen. Parallel zu diesem kunstgewerblich orientierten Œuvre entstanden aber auch Ölgemälde – fast ausschließlich Landschaften –, die sich durch einen expressiven und malerischen Farbauftrag auszeichnen.

## Werke (Auswahl)
- Laubwald mit Schierlingen, Tuschzeichnung, 1903
- Dorf mit Kuh und Ziege, Öl/Karton, 1928
- Panorama von Ankara, Karton für einen Wandteppich in der Villa von Kemal Pascha in Ankara, 1932
- Bauernhof in Hirschbach, Öl, 1934
- Madonna mit Kind und Sonne, Mond und Sternen, Aquarell/Papier, 1961
- Paradies, Öl/Karton, 1962

## Zülow in öffentlichen Sammlungen – online
- Museum für angewandte Kunst (Wien): 800 Blätter, Fotografieren und Entwürfe
- Österreichische Galerie Belvedere: 18 Werke
- Oesterreichische Nationalbank: 2 Gemälde
- Museum Moderner Kunst Stiftung Ludwig Wien: 2 Werke